# Neoscona chiarinii
Neoscona chiarinii là một loài nhện trong họ Araneidae.
Loài này thuộc chi Neoscona. Neoscona chiarinii được miêu tả năm 1883 bởi Pavesi.